# Gramastetten
Gramastetten là một đô thị ở Urfahr-Umgebung thuộc bang Oberösterreich, Áo. Đô thị Gramastetten có diện tích 40 km², dân số thời điểm năm 2006 là 4555 người.